# 諸見里大介
諸見里 大介（もろみざと だいすけ、1982年7月21日 - ）は、日本のお笑いタレント、喜劇俳優である。吉本新喜劇の座員、リーダー。
沖縄県島尻郡八重瀬町（旧具志頭村）出身で吉本興業大阪本部に所属、琉球大学を中退。身長187cm、体重105kg。血液型B型。

## 来歴
大学に進学するも、学業意欲を失ったため中退する。その後、父の反対を押し切って、お笑い芸人になることを決め、NSCの入学金を捻出するべく富山県で季節労働者として働き、200万円稼いだ後、大阪へ渡った。
2011年に解散するまでお笑いコンビハムのツッコミ担当を務めた。解散後の2012年に「吉本新喜劇座員オーディション2012」で合格し、新喜劇へ入団。
2014年11月に結婚。

## 人物・ギャグ
- 滑舌が悪く「さしすせそ」を言おうとすると「しゃししゅしぇしょ」になったり、「ひ」が「し」、「つ」が「ちゅ」になったりもする。新喜劇入団後はとりわけ滑舌の悪さをネタにしている。川見に「チェンバル語（いがわゆり蚊のネタに出てくる架空の言語）か?」とネタに使われたこともある。
- 滑舌の悪さを指摘され、諸見里が滑舌良いことを見せようとア行から順番に言っていく。

(諸見里)「あ、い、う、え、お」(共演者主に川畑や吉田)「まぁこれは大丈夫やなぁ」(諸見里)「か、き、く、け、こ」(共演者主に川畑や吉田)「問題は次や」(諸見里)「た、ち、」(共演者主に川畑や吉田)「いや飛ばすな！一番大事なとこ飛ばすやん」(諸見里)「シュッ！」(手をパーからグーに握る」(共演者主に川畑や吉田)「まとめるな！全部まとめて言っただけだ！」
- 広島の不動産会社「アイスタイル株式会社」のローカルCMにおいても自身の滑舌の悪さを活かしたネタを展開しており、社名の「アイスタイル」を「ア・イ・シュ・タ・イ・ル」と発音し、共演している広島東洋カープ投手・九里亜蓮が当初は「アイスタイルじゃろ」とつっこんでいたものの最終的には諸見里の滑舌に引っ張られて同じように言い間違えるという展開になっている。
- ヤクザや借金取り役の際は黄色やピンク色のスーツで登場する事が多い。また、出ていく際に「次借りに来るときはここに電話してや。ぜろきゅうぜろ、しゃんしゃんしゃんしゃん、新春シャンソンショーや。」と言い残して出ていく。
- 笑う際「ヘッヘッヘッヘッヘ！」と肩を揺さぶりながら大声で笑う。
- 観客の方を向いて目を見開き「ヤバいねー！」と言う。それに続く形で他の人物が真似ることもある。
- 2018年より「諸太郎」と言う大柄な体格とのギャップを活かした小学一年生の新キャラクターが登場。
- 妹と弟がいる。弟も滑舌が悪いと思われていたが、『芸人報道』（日本テレビ）での高橋茂雄（サバンナ）によると、弟は滑舌がよかった（実際に同番組で調査した）[3]。
- ラグビー日本代表ヘッドコーチのジェイミー・ジョセフに顔立ちや体格が似ていることから、ジャパンラグビートップリーグが2018 - 2019年シーズンの開幕に向けてインターネットで配信したPR動画「トップリーグの逆襲 2018→2019」には、ジョセフに扮して佐藤秀典（ラグビー日本代表通訳）を携えながら架空のPR記者会見に臨むシーンが盛り込まれた[4]。
- また、普通に喋る分にも滑舌が悪い部分があるためトークショーなどに出演した際「今、何て？」などと聞き返されたりいじられる事がしばしばある。

## 出演
コンビでの出演歴についてはハム(お笑いコンビ)を参照。

### バラエティ
- 20マウス（2011年4月20日 - 9月21日、TBSてれび） - レギュラー
- 逃走中～白雪姫と野獣王子～（2011年7月5日、フジテレビ)
- ピラメキーノ（2011年 - 2015年、テレビ東京） - 「ミステリー生物調査隊」コーナーレギュラー
- よしもと新喜劇（毎日放送）
- ちちんぷいぷい（毎日放送） - 「諸見里大介のお手伝いしよッ！」（2019年3月まで隔週で月曜日に放送された体験ロケ企画）でリポーターを担当。

### テレビドラマ
- 理想の息子 第4 - 最終話（2012年2月4日 - 3月17日、日本テレビ）- 象林友行 役
- 毒島ゆり子のせきらら日記（2016年4月21日 - 6月23日、TBSテレビ） - 木田育男 役
- ちむどんどん (2022年8月23日、NHK総合テレビジョン) - 料理人 役

### 映画
- 女子校生探偵あいちゃん (2018年3月17日) - 焼き芋屋店主 役[5]

### 舞台
- 朗読劇ボイコメvol.2〜声優×吉本新喜劇（2024年8月17日・18日、COOL JAPAN PARK OSAKA TTホール）[6]

### CM
- セカンドストリート（2011年）
- しん証券さかもと（2014年）
- 甘酒アイス（2015年）
- アイスタイル株式会社（広島市に所在する不動産会社）（2015年 -） - プロ野球・広島東洋カープ投手の九里亜蓮 （2015年 - 2024年）、栗林良吏（2023年 -）と共演。

### テレビアニメ
- SKET DANCE（2012年3月15日、第49話、テレビ東京） - 四天王 役